# Tari Teréz
Tari Teréz (Óbecse, 1978 –) magyar színésznő. 

## Életpályája
1978-ban született a vajdasági Óbecsén. Édesapja Tari István, édesanyja Benedek Mária. A szentesi Horváth Mihály Gimnázium drámatagozatán érettségizett. 1996–2000 között a Színház- és Filmművészeti Főiskola hallgatója volt. A Miskolci Nemzeti, a Szegedi Nemzeti és a tatabányai Jászai Mari Színház tagja, később szabadúszó, így több szerepet játszott a Budapesti Kamara-, a Szabadkai Népszínházban, a Madách Színházban, a Zsámbéki Színházi Bázison stb. 
Férje Németh Ákos dramaturg-drámaíró, gyermekeikː Fanni és Marcell.

## Filmes és televíziós szerepei
- Ein Sommer in Ungarn (ZDF - TV-film, r: Sophie Allet-Coche, 2013)
- Válótársak (2015)
- A mi kis falunk (2020)
- Doktor Balaton (2022)

## Főbb színházi szerepei
- Csehov: Platonov – Szofja Jegorovna (r: Lukács Andor)
- Genet: Paravánok – Leila (r: Zsótér Sándor)
- Szomory: Szabóki Zsigmond Ráfáel – Irmus (r: Valló Péter)
- Örkény – Galambos: Hubauer élete – Manci
- Brecht: Jóember–  Sin asszony (r: Forgács Péter)
- Fazekas: Ludas Matyi – Évi
- Szophoklész: Antigoné – Iszméné  (r: Müller Péter Sziámi)
- Shakespeare: A makrancos hölgy  (r: Benedek Miklós)
- Shakespeare: Hamlet – Guildenstern (r: Müller Péter Sziámi)
- Werner Schwab: Népirtás – Désirée
- Molnár: Üvegcipő – Viola
- Dés–Geszti: A dzsungel könyve – Ká, a kígyó
- Noel Coward:  Vidám kísértet   - Edith
- Molière: Fösvény  - Marianne
- Lorca: Egy – Szűz
- Álom újratöltve   - Nő   (r: Sardar Tagirovsky)
- Bédier: Trisztán és Izolda  - Izolda
- Calderon: A világ nagy színháza – Szépség
- Juan José Millas – Szekrényjáró (monodráma)
- Schimmelpfennig: Push up – Patrizia
- Irwin Welsh: Trainspotting – Lizzy
- Shakespeare : Szentivánéji álom − Hyppolita (r: Sardar Tagirovsky)